# Polonia w Japonii
Polska społeczność w Japonii – większość Polaków w Japonii to osoby o mieszanym polsko-japońskim pochodzeniu, wysoko wykształceni specjaliści pracujący tam, studenci i duchowni katoliccy. Największe skupiska osób pochodzenia polskiego w Kraju Kwitnącej Wiśni znajdują się w regionach Kantō i Tokio (915), Kansai (223), Aichi (77), Hokkaido (54) i Fukuoka (47).
Istnieje kilka kręgów, które łączą tę społeczność, takich jak stowarzyszenie pomocy „Japolonia” z siedzibą w Osace, założone w 2018 roku, które zrzesza i zapewnia pomoc prawną Polakom. Należy również wspomnieć o redakcji gazety internetowej „Polonia Japonica”. Istnieje również nieformalna społeczność Polaków z Hokkaido, która organizuje spotkania integrujące Polonię z Sapporo i okolic. Potrzebami edukacyjnymi młodego pokolenia Polaków zajmuje się Stowarzyszenie Polonijne „Razem” oraz Polska Szkoła im. J. Korczaka w Tokio. Natomiast Polscy duchowni organizują comiesięczne msze, uroczystości bożonarodzeniowe i wielkanocne dla Polonii w Tokio.

## Historia

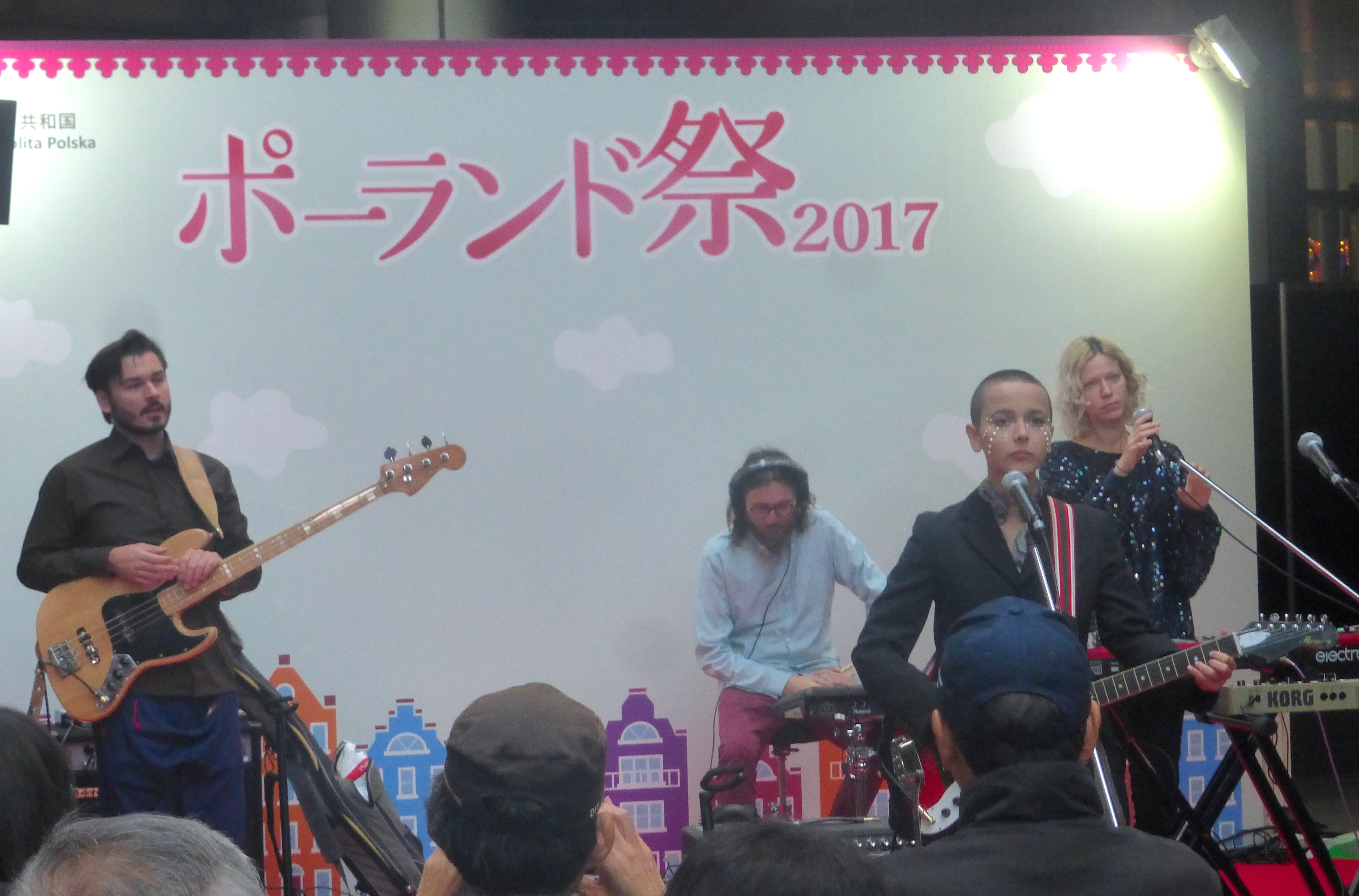
Monika Brodka na Festiwalu Polskim w Japonii

Pierwszym Polakiem, który przybył do Japonii, był jezuita Wojciech Męciński, który w 1642 roku dotarł do portu w Kagoshimie, jednak jego wyprawa zakończyła się śmiercią za szerzenie obcej wiary. Drugim Polakiem przybyłym do Japonii był podróżnik i poszukiwacz przygód Maurycy Beniowski, który przybył statkiem do Japonii w 1771 r. po brawurowej ucieczce z rosyjskiego zesłania na Kamczatce. Był to również pierwszy polski statek, który dotarł do Japonii, płynąc pod polską banderą na przejętym rosyjskim galeocie. Ekspedycja Beniowskiego została ciepło przyjęta przez Japończyków, wymieniono również podarunki, a Beniowski, płynąc na południe, zatrzymał się na kilku japońskich wyspach.
Na początku XX wieku największe skupiska Polaków znajdowały się w prefekturze Karafuto, wielu Polaków wyemigrowało tam przed prześladowaniami ze strony sowieckiej Rosji. W 1924 roku Karafuto odwiedził polski ambasador w Japonii, Stanisław Patek, a wielu Polaków otrzymało polskie obywatelstwo i paszporty.
W 1903 r. Bronisław Piłsudski przybył do Japonii wraz z Wacławem Sieroszewskim w celu zbadania kultury Ajnów na Hokkaido. W 1906 roku, kiedy to Piłsudski przebywał w Japonii wraz z pisarzem Shimeiem Futabatei, założył Towarzystwo Japońsko-Polskie, które zapoczątkowało pierwszą wymianę kulturalną między oboma krajami.
W sierpniu 1920 roku polityk i dyplomata Józef Targowski został pierwszym oficjalnym przedstawicielem Polski w Japonii. W latach 1920-1922 z pomocą władz japońskich i Japońskiego Czerwonego Krzyża ewakuowano ze Wschodniej Syberii 765 polskich sierot, z których większość powróciła później do Polski.
Według szacunków z 1929 roku w Japonii mieszkało około 300 Polaków. Od lat trzydziestych XX wieku polscy franciszkanie, w tym św. Maksymilian Kolbe i o. Zenon Żebrowski, byli aktywni w Japonii, prowadząc działalność charytatywną i zakładając klasztor franciszkanów w Nagasaki. Jednak tylko garstka Polaków mieszkała w innych częściach Japonii.
Obecnie największe skupiska Polaków mieszczą się w regionach Kantō i Tokio.

## Kultura
W Tokio i Osace działają polskie stowarzyszenia.

## Edukacja
Polska szkoła im. Janusza Korczaka mieści się przy Ambasadzie RP w Tokio.

## Znani ludzie
- Bronisław Piłsudski – etnograf
- Maksymilian Kolbe – zakonnik franciszkański
- Napo – komik
- Sylwia Kato – prezenterka telewizyjna
- Zenon Żebrowski – franciszkanin